# 윤용대 (1954년)
윤용대(尹容大, 1954년 9월 30일 ~ )은 대한민국 대전광역시의회 의원이다.

## 학력
- 대전갈마초등학교
- 대전서중학교
- 우송고등학교
- 한밭대학교
- 한밭대학교 대학원 경영학 석사

## 경력
- 1995.07 ~ 2006.06 : 제2~4대 대전광역시 서구의회 의원
- 2018.07 ~ 2022.06: 제8대 대전광역시의회 의원
- 2018.07 ~ 2020.06 : 제8대 대전광역시의회 전반기 부의장

## 논란

### 공직선거법 위반 혐의
2018년 11월부터 2019년 3월까지 10회에 걸쳐 지역 주민 및 특정 관변단체 의견수렴 간담회 명목으로 식사 비용과 간담회 다과물품 구입에 업무추진비 수십만 원을 집행한 혐의(공직선거법 위반)로 기소되어 2020년 9월 3일 대전지법에서 열린 1심에서 벌금 150만 원을 선고받았다.

## 역대 선거 결과
|  | 22.90% |

|  | 54.37% |

|  | 0% |

|  | 22.16% |

|  | 60.53% |